# Bätterkinden
Bätterkinden es una comuna suiza del cantón de Berna, situada en el distrito administrativo del Emmental. Limita al norte con las comunas de Lohn-Ammannsegg (SO), Biberist (SO) y Gerlafingen (SO), al este con Zielebach, Wiler bei Utzenstorf y Utzenstorf, al sur con Aefligen, Fraubrunnen, Schalunen y Limpach, y al oeste con Aetingen (SO), Kyburg-Buchegg (SO), Küttigkofen (SO) y Lüterkofen-Ichertswil (SO).
Hasta el 31 de diciembre de 2009 situada en el distrito de Fraubrunnen.